# Pass digls Orgels
Der Pass digls Orgels ⓘ (rätoromanisch orgel ‚Orgel‘) ist ein Alpenpass im Schweizer Kanton Graubünden. Mit einer Scheitelhöhe von 2699 m ü. M. verbindet er über die Val d’Err und die Val Spadlatscha das Oberhalbstein mit dem Albulatal. Der Pass befindet sich zwischen dem Tinzenhorn im Norden und dem Cotschen im Süden. Den Namen hat der Pass von den eigenartig spitzen, schmalen, teils durchlöcherten Dolomitgendarmen, die an Orgelpfeifen erinnern.
In den Sommermonaten wird der Pass oft beim Übergang von der Ela-Hütte nach Tinizong oder Savognin begangen.

## Lage und Umgebung

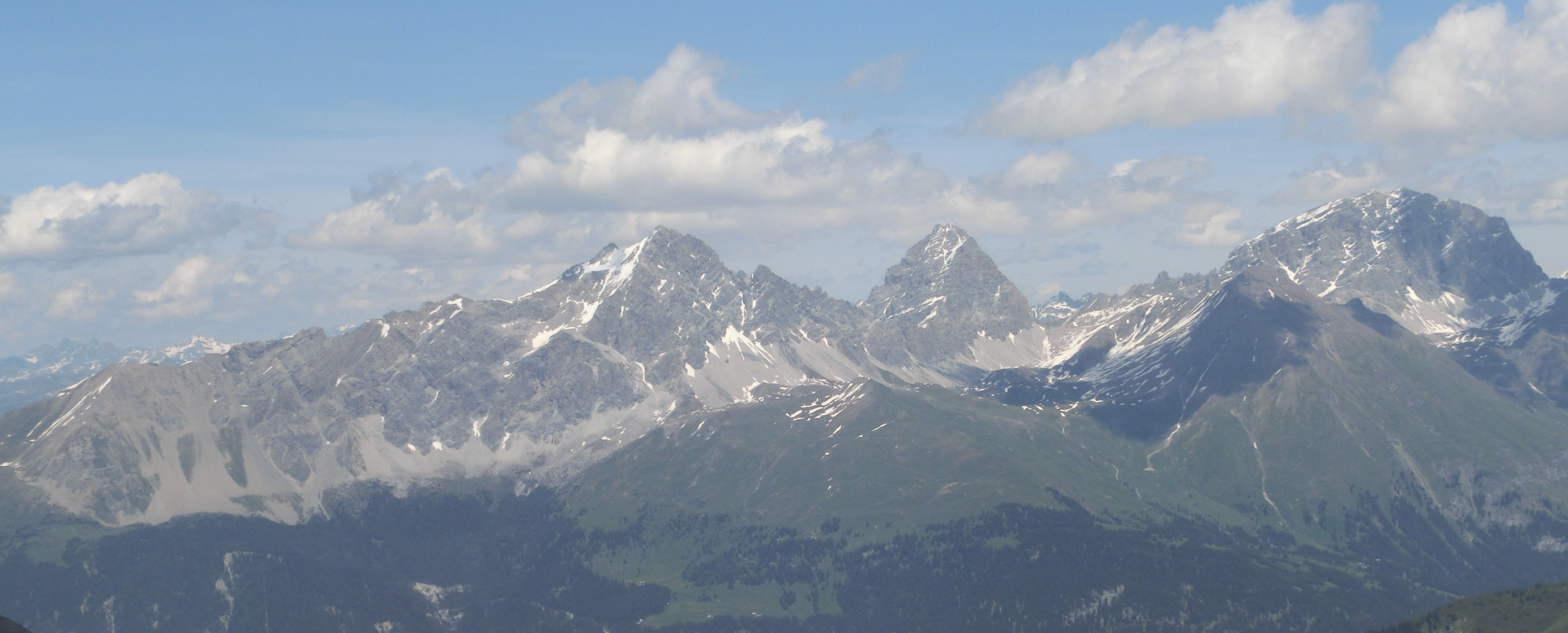
Die Bergüner Stöcke mit Piz Mitgel, Tinzenhorn, Piz Ela (v.l.n.r) und Pizza Grossa (vorne). Der Pass digls Orgels befindet sich rechts vom Tinzenhorn.

Der Pass digls Orgels gehört zu den Bergüner Stöcken, einer Untergruppe der Albula-Alpen. Über den Pass verläuft die Gemeindegrenze zwischen Surses und Bergün Filisur. Der Pass digls Orgels wird im Westen durch die Alp Tigiel in der Val d’Err, ein Seitental vom Oberhalbstein, und im Osten durch die Val Spadlatscha, ein Seitental des Albulatals, eingefasst. Er verbindet das Tinzenhorn (3173 m) im Norden mit dem Cotschen (2821 m) im Süden.
Westlich des Pass digls Orgels befindet sich der oft besuchte Bergsee Lai Tigiel (2462 m).
Der Pass liegt mitten im Parc Ela, einem 2006 eröffneten 600 Quadratkilometer grossen Naturpark.
Talorte sind Tinizong, Savognin und Filisur. Häufige Ausgangspunkte sind die Ela-Hütte (2252 m) in der Val Spadlatscha sowie der über eine schmale Alpstrasse erreichbare Parkplatz Plang la Curvanera (1844 m).

## Routen zum Pass

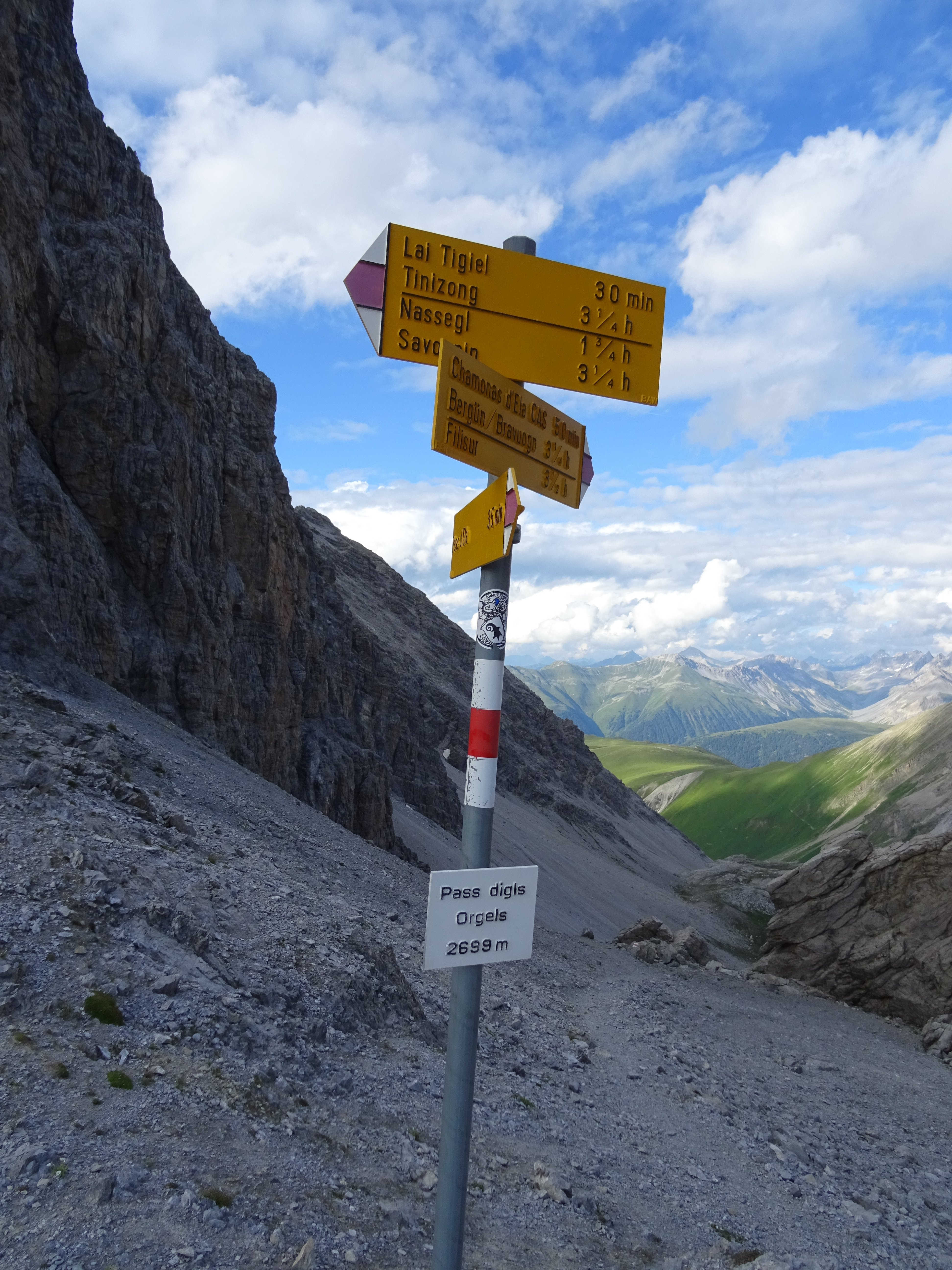
Wegweiser auf dem Pass digls Orgels

Der Pass wird nicht nur beim Übergang von Westen nach Osten begangen. Ein Wanderweg führt auch nach Süden über den Cotschen (2821 m) zum Pass d’Ela (2724 m). Häufiger Ausgangspunkt ist der Parkplatz Plang la Curvanera (1844 m), zu dem ein Strässchen von Savognin aus via Tussagn führt. Die Alpstrasse von Tinizong in das Val d’Err nach Pensa ist für den allgemeinen Motorfahrzeugverkehr gesperrt. Ein Wanderbus fährt mittwochs von Savognin nach Plang la Curvanera und dienstags sowie freitags nach Pensa.

### Von der Ela-Hütte
- Ausgangspunkt: Filisur (999 m), Bergün/Bravuogn (1373 m) oder Ela-Hütte (2252 m)
- Schwierigkeit: B, als Wanderweg weiss-rot-weiss markiert
- Zeitaufwand: 5 Stunden von Filisur, 4½ Stunden von Bergün/Bravuogn oder 1½ Stunden von der Ela-Hütte

### Durch das Tal von Tigiel
- Ausgangspunkt: Tinizong (1232 m)
- Via: Tgant Pensa, Lai Tigiel (2462 m)
- Schwierigkeit: B, als Wanderweg weiss-rot-weiss markiert
- Zeitaufwand: 4 Stunden (3 Stunden von Pensa)

### Über die Terrassen von Tigiel
- Ausgangspunkt: Savognin (1207 m) oder Parkplatz Plang la Curvanera (1844 m)
- Via: Plang Begls, vorbei am Tgant Son Martegn und Lai Tigiel (2462 m)
- Schwierigkeit: B, als Wanderweg weiss-rot-weiss markiert
- Zeitaufwand: 4½ Stunden von Savognin, 3 Stunden von Plang la Curvanera

### Vom Pass d’Ela
- Ausgangspunkt: Pass d’Ela (2724 m)
- Via: Cotschen (2821 m)
- Schwierigkeit: EB, als Wanderweg weiss-rot-weiss markiert
- Zeitaufwand: ½ Stunde

## Galerie

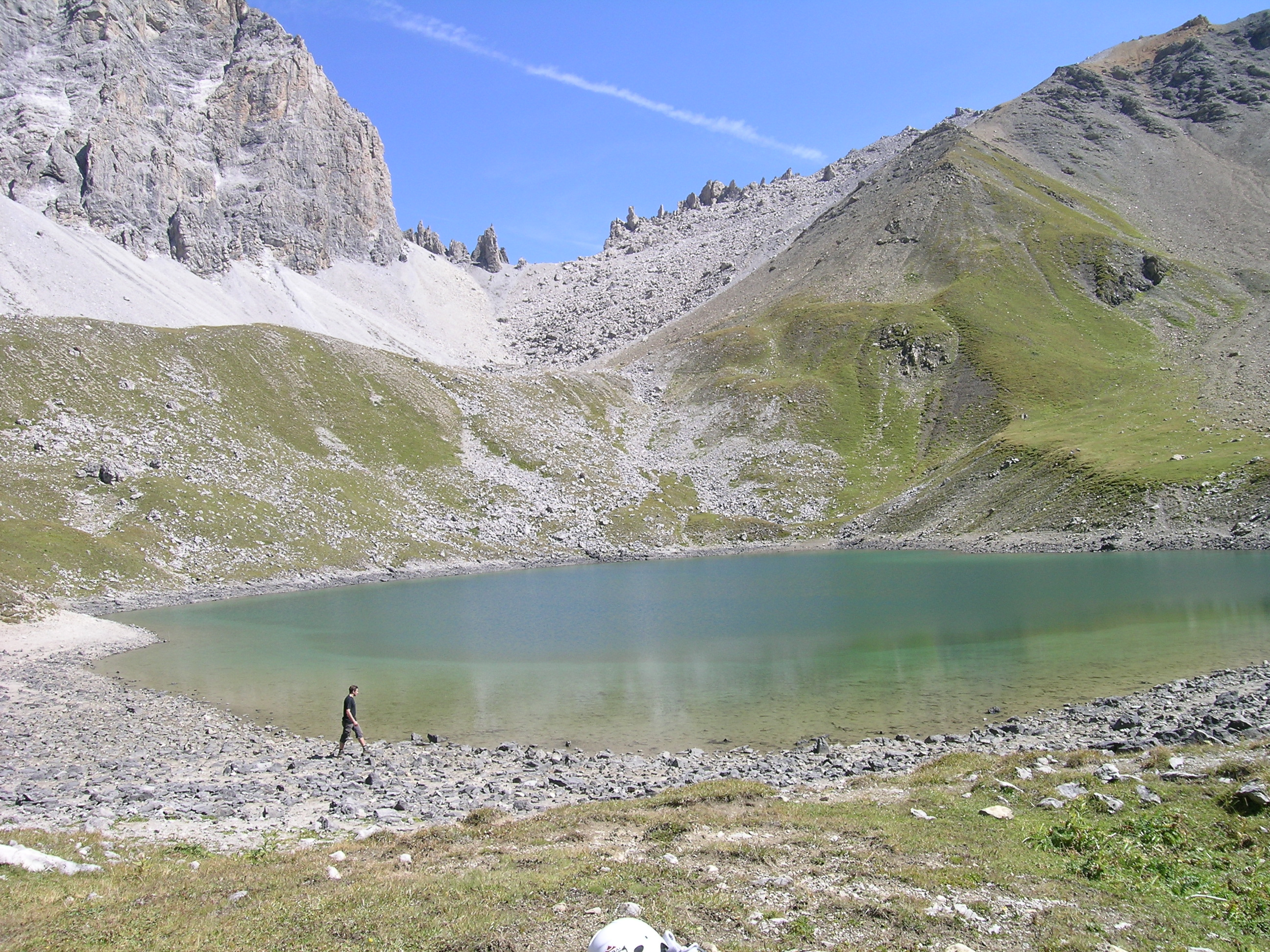
Der Pass digls Orgels vom Lai Tigiel aus gesehen.
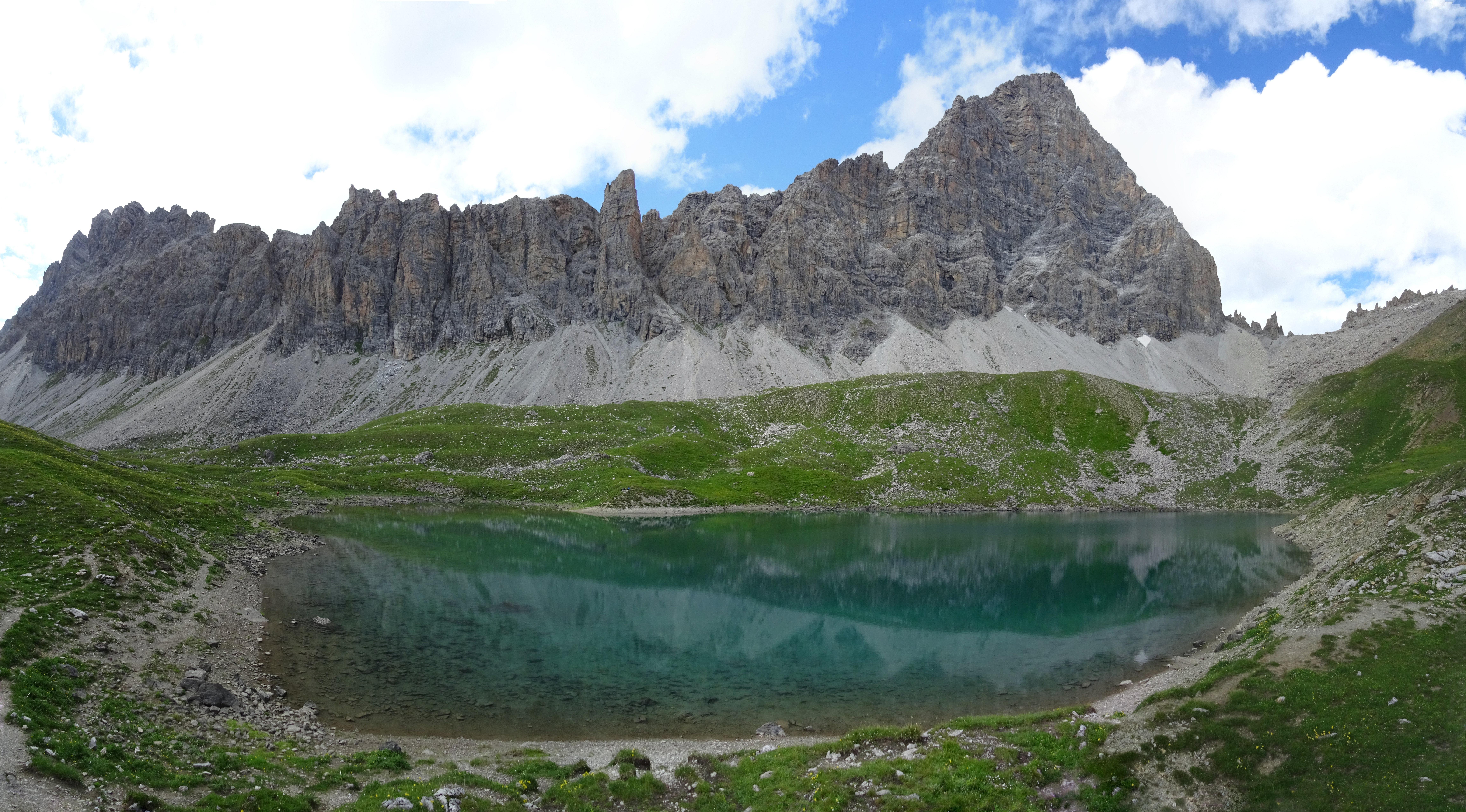
Piz Mitgel (links) und Tinzenhorn (rechts). Rechts davon der Pass digls Orgels.
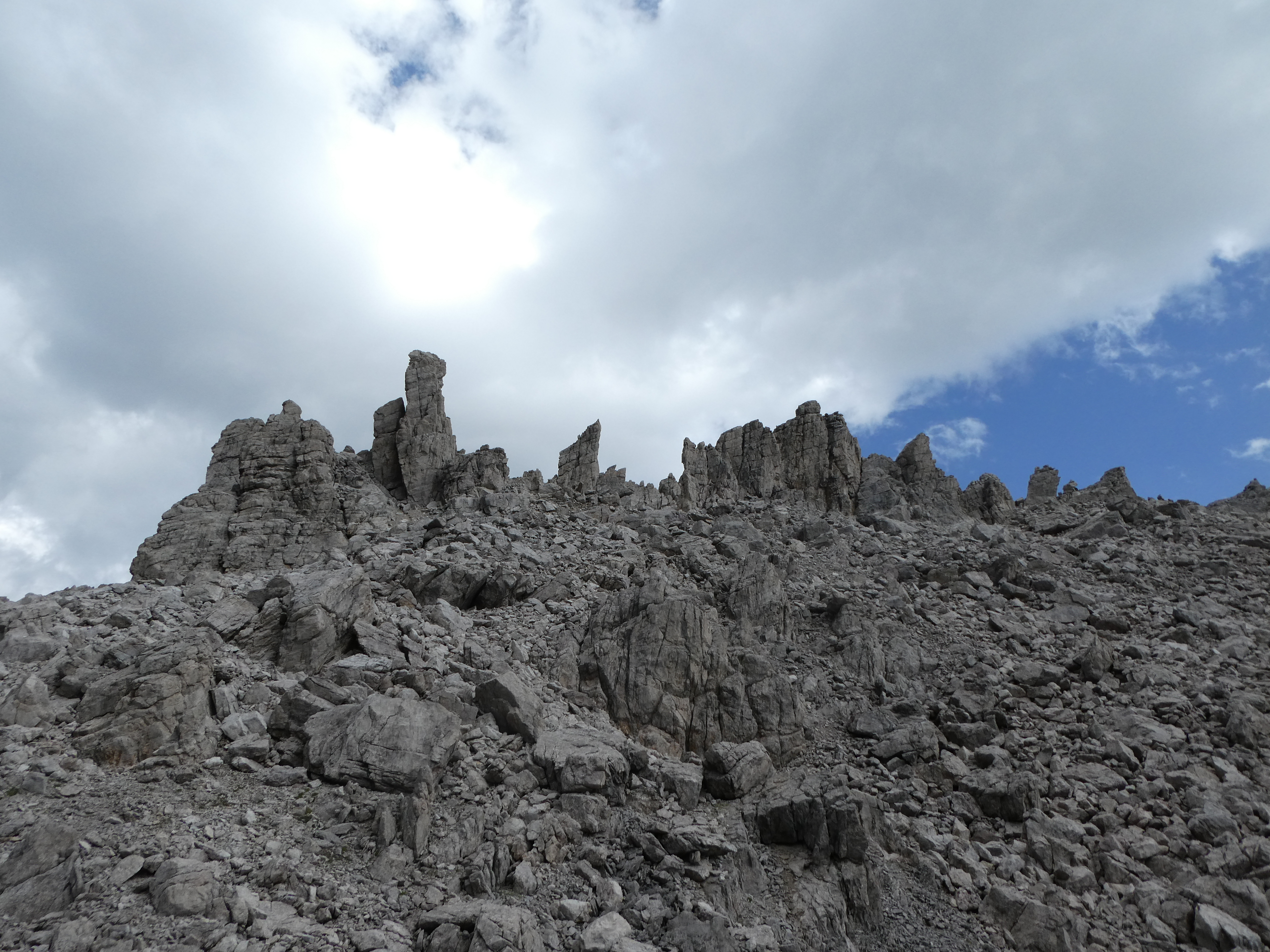
Nahaufnahme der «Orgelpfeifen» des Pass digls Orgels.
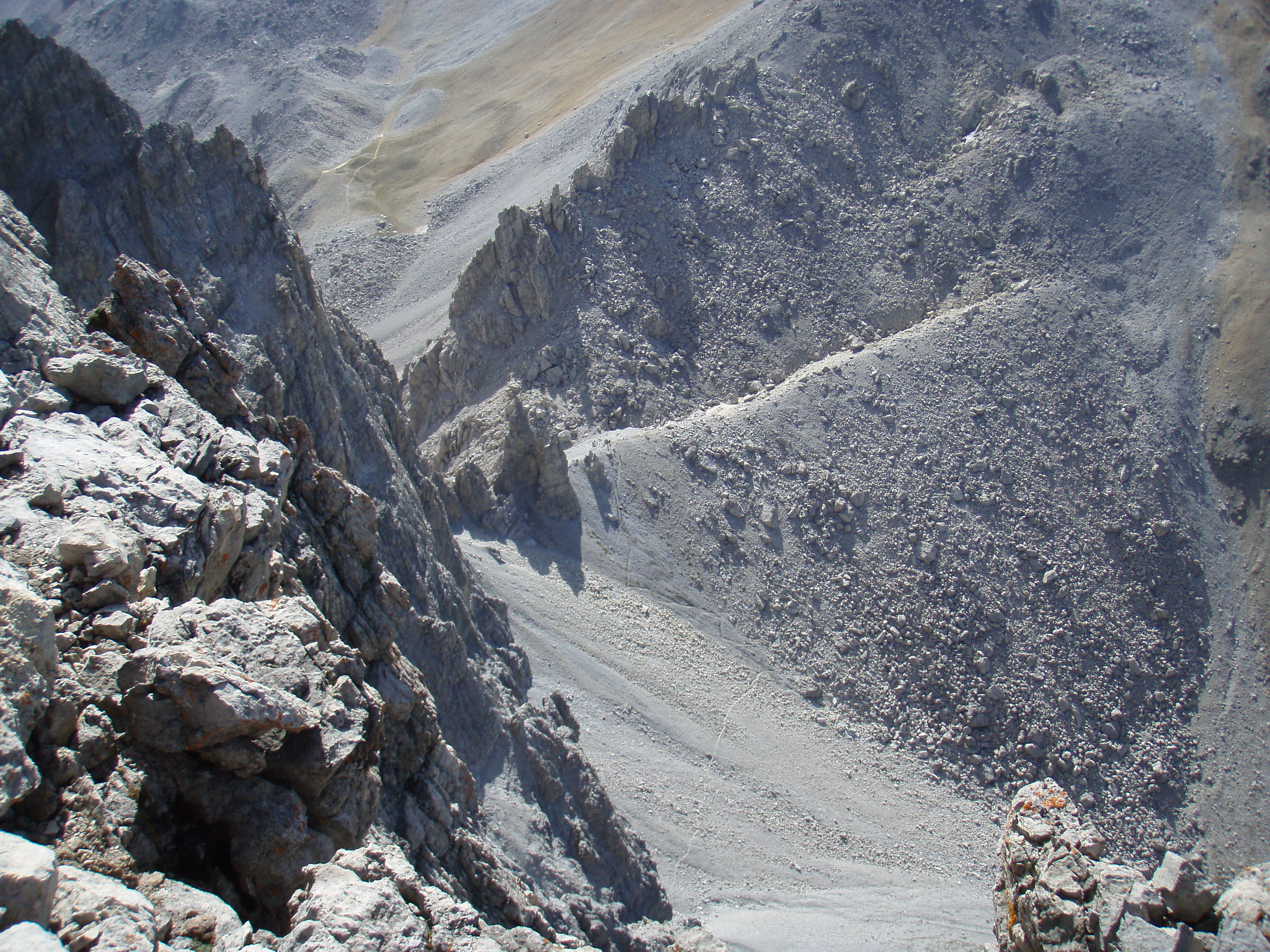
Die «Orgelpfeifen» des Pass digls Orgels vom Tinzenhorn aus gesehen.